# Adrien van Beveren
Adrien van Beveren (Hazebrouck, 4 gennaio 1991) è un pilota motociclistico francese di rally e motocross.

## Carriera
Ha corso sotto i colori del produttore giapponese Yamaha, e dal 2022 è passato alla Honda per competere nel Rally Dakar e nel Campionato mondiale di rally raid.
Il miglior risultato di Van Beveren al Rally Dakar è un quarto posto ottenuto nel 2017 e 2022 ed un terzo nel 2024. Si è classificato secondo nel Campionato mondiale di rally raid nel 2024 ed è stato campione francese delle sabbie nel 2014.

## Risultati

### Rally Dakar
| Anno | Classe | Scuderia                            | Motocicletta        | Pos. | TV |
| ---- | ------ | ----------------------------------- | ------------------- | ---- | -- |
| 2016 | Moto   | Yamalube Yamaha Junior Rally Team   | Yamaha WR450F Rally | 6º   | 0  |
| 2017 | Moto   | Yamalube Yamaha Official Rally Team | Yamaha WR450F Rally | 4°   | 1  |
| 2018 | Moto   | Yamalube Yamaha Official Rally Team | Yamaha WR450F Rally | Rit  | 1  |
| 2019 | Moto   | Yamalube Yamaha Official Rally Team | Yamaha WR450F Rally | Rit  | 0  |
| 2020 | Moto   | Monster Energy Yamaha Rally Team    | Yamaha WR450F Rally | Rit  | 0  |
| 2021 | Moto   | Monster Energy Yamaha Rally Team    | Yamaha WR450F Rally | Rit  | 0  |
| 2022 | Moto   | Monster Energy Yamaha Rally Team    | Yamaha WR450F Rally | 4º   | 0  |
| 2023 | Moto   | Monster Energy Honda Team           | Honda CRF450 Rally  | 5°   | 1  |
| 2024 | Moto   | Monster Energy Honda Team           | Honda CRF450 Rally  | 3°   | 2  |
| 2025 | Moto   | Monster Energy Honda Team           | Honda CRF450 Rally  | 3°   | 1  |

### W2RC
| Anno | Scuderia                         | Vettura             | 1     | 2       | 3     | 4     | 5     | Pos. | Punti |
| ---- | -------------------------------- | ------------------- | ----- | ------- | ----- | ----- | ----- | ---- | ----- |
| 2022 | Monster Energy Yamaha Rally Team | Yamaha WR450F Rally | DAK 4 | ABU Rit | MAR 4 | AND 1 |       | 3°   | 58    |
| 2023 | Monster Energy Honda Team        | Honda CRF 450 Rally | DAK 5 | ABU 1   | SON 5 | DES 4 | MAR 6 | 3°   | 76    |
| 2024 | Monster Energy Honda Team        | Honda CRF 450 Rally | DAK 3 | ABU Rit | POR 3 | DES 3 | MAR 2 | 2°   | 76    |
| 2025 | Monster Energy Honda HRC         | Honda CRF 450 Rally | DAK 3 | ABU 5   | SUD 4 | POR   | MAR   |      | 48    |

## Palmarès
- Campione francese delle sabbie: 2014
- 2 Enduro del Verano: 2013, 2015
- 3 Enduropale du Touquet: 2014, 2015, 2016
- 2 Gurp TT: 2014, 2015
- 1 Ronde des Sables de Loon-Plage: 2016
- 1 Merzouga Rally: 2019
- 1 Andalucía Rally: 2022
- 1 Abu Dhabi Desert Challenge: 2023
- 1 Rallye National de la Lys (auto): 2024